# Daniel Sénélar
Daniel Sénélar (* 24. Juni 1925 in Paris; † 2001 ebenda) war ein französischer Maler, Zeichner und Grafiker.

## Biographie
Vorgestellt von Nicolas Untersteller (1900–1967) an der École nationale supérieure des beaux-arts in Paris am 30. Oktober 1947, arbeitete er zunächst im Künstleratelier von Nicolas Untersteller und anschließend bei Maurice Brianchon in 1949.
Er erhielt 1951 den Grand prix de Rome. Er war von 1952 bis 1955 Stipendiat der Villa Medici. Von 1977 bis 1990 war er Professor an der École des Beaux-Arts in Lille.
Werke von Daniel Sénélar werden im Kunsthandel zurzeit [2012] eher selten angeboten und bewegen sich im unteren Preissegment.

## Werke
Sein umfangreiches Gesamtwerk beinhaltet Zeichnungen, Gemälde und Grafiken. Zu seinen bekanntesten Werken gehört das Gemälde Le cheval compagnon de l'homme (Das Pferd, Begleiter des Menschen) (1951), wofür er den Prix de Rome 1951 erhielt.
- hat an den Restaurierungsarbeiten des Versailler Schlosses teilgenommen.
- 1950 – Figure peinte
- 1950 – Entraînement des chevaux de course en hiver (Training der Rennpferde im Winter);
- 1951 – Le Cheval compagnon de l'homme (Das Pferd, Begleiter des Menschen)
- Fresko an der „Bibliothèque Municipale de Neuilly“, heute Haus der Jugend an der Place Parmentier in Neuilly
- 1952 – Joueurs de cartes dans un salon ou un café (Kartenspieler in einem Teesalon oder Kaffeehaus)
- 1955 – Le poisson (Der Fisch) , Privatbesitz.

## Ausstellungen
- 1977 – Picasso Museum in Antibes: Les Cinquantes derniers Grands Prix de Rome

## Museen
- École nationale supérieure des beaux-arts 4 Werke.
- Villa Medici in Rom

## Preise
- 1950 – Prix Albéric Rocheron; Erster Preis und Medaille.
- 1951 – Gewinner des Grand Prix de Rome 1951 für Le cheval compagnon de l’homme.
- 1952 – Fortin d’Ivry Preis.